# Halodzwonek
Halodzwonek (ang. ringback tone) – dźwięk odgrywany w telefonie w miejscu standardowego sygnału oczekiwania na połączenie. Dźwięk ten może mieć formę utworu muzycznego, nagranego komunikatu lub przekazu reklamowego. Abonenci sieci komórkowych mogą indywidualnie przypisać do swojego numeru telefonu wybrany dźwięk, co odbywa się poprzez panel sterowania danego operatora telekomunikacyjnego.
Usługa ta, zaszeregowana do telekomunikacyjnych usług dodanych, jest najbardziej popularna w Indiach, a wśród krajów europejskich w Polsce. W Polsce dostawcą tej usługi u wszystkich krajowych operatorów komórkowych jest firma Wind Mobile SA. Na podstawie tej usługi operatorzy komórkowi oferują następujące usługi: Halo Granie (Orange), Czasoumilacz (Plus), Granie na czekanie (T-Mobile), Muzyka na czekanie (Play).